# Leichtathletik-Europameisterschaften 2014/4 × 100 m der Männer

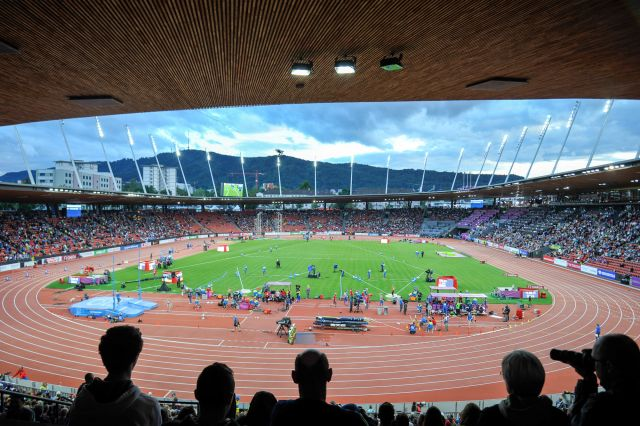
Das Letzigrund-Stadion während der Europameisterschaften 2014

Die 4-mal-100-Meter-Staffel der Männer bei den Leichtathletik-Europameisterschaften 2014 wurde am 16. und 17. August 2014 im Letzigrund-Stadion von Zürich ausgetragen.
Europameister wurde Großbritannien in der Besetzung James Ellington, Harry Aikines-Aryeetey, Richard Kilty und Adam Gemili (Finale) sowie dem im Vorlauf außerdem eingesetzten Danny Talbot.
Den zweiten Platz belegte Deutschland mit Julian Reus, Sven Knipphals, Alexander Kosenkow und Lucas Jakubczyk.
Bronze ging an Frankreich (Pierre Vincent, Christophe Lemaitre, Teddy Tinmar, Ben Bassaw).
Auch der nur im Vorlauf eingesetzte britische Läufer erhielt eine Goldmedaille.

## Rekorde

### Bestehende Rekorde
| Weltrekord           | 36,84 s | Jamaika (Nesta Carter, Michael Frater, Yohan Blake, Usain Bolt)                      | OS London, Großbritannien | 11. August 2012 |
| Europarekord         | 37,73 s | Großbritannien (Jason Gardener, Darren Campbell, Marlon Devonish, Dwain Chambers)    | Sevilla, Spanien          | 29. August 1999 |
| Meisterschaftsrekord | 37,79 s | Frankreich (Max Morinière, Daniel Sangouma, Jean-Charles Trouabal, Bruno Marie-Rose) | EM Split, Jugoslawien     | 31. August 1990 |

Der bestehende EM-Rekord wurde bei diesen Europameisterschaften nicht erreicht. Die schnellste Zeit erzielte Europameister Großbritannien mit 37,93 min, womit das Quartett eine neue Europajahresbestleistung aufstellte und vierzehn Hundertstelsekunden über dem Rekord blieb. Zum Europarekord fehlten zwanzig Hundertstelsekunden zum Weltrekord 1,09 s.

### Rekordverbesserungen
Es wurden drei neue Landesrekorde aufgestellt:
- 38,26 s – Schweiz (Pascal Mancini, Amaru Reto Schenkel, Suganthan Somasundaram, Alex Wilson), erster Vorlauf am 16. August
- 39,52 s – Estland (Mart Muru, Rait Veesalu, Markus Ellisaar, Marek Niit), erster Vorlauf am 16. August
- 38,79 s – Portugal (Diogo Antunes, Francis Obikwelu, Arnaldo Abrantes, Yazaldes Nascimento), zweiter Vorlauf am 16. August

## Legende
Kurze Übersicht zur Bedeutung der Symbolik – so üblicherweise auch in sonstigen Veröffentlichungen verwendet:
| NR  | Nationaler Rekord                        |
| EL  | Europajahresbestleistung                 |
| DNF | Wettkampf nicht beendet (did not finish) |

## Vorrunde
16. August 2014, 16:48 Uhr
Die Vorrunde wurde in zwei Läufen durchgeführt. Die ersten drei Staffeln pro Lauf – hellblau unterlegt – sowie die darüber hinaus zwei zeitschnellsten Teams – hellgrün unterlegt – qualifizierten sich für das Finale.

### Vorlauf 1
| Platz | Staffel        | Besetzung                                                                   | Zeit (s) |
| ----- | -------------- | --------------------------------------------------------------------------- | -------- |
| 1     | Großbritannien | James Ellington Harry Aikines-Aryeetey Richard Kilty Danny Talbot (Vorlauf) | 38.26    |
| 2     | Schweiz        | Pascal Mancini Amaru Reto Schenkel Suganthan Somasundaram Alex Wilson       | 38.54 NR |
| 3     | Niederlande    | Giovanni Codrington Churandy Martina Hensley Paulina Wouter Brus            | 38.90    |
| 4     | Ukraine        | Roman Krawzow Serhij Smelyk Witalij Korsch Emil Ibrahimow                   | 39.03    |
| 5     | Schweden       | Tom Kling-Baptiste Stefan Tärnhuvud Alexander Brorsson Erik Hagberg         | 39.27    |
| 6     | Finnland       | Eetu Rantala Ville Myllymäki Jonathan Åstrand Hannu Hämäläinen              | 39.47    |
| 7     | Estland        | Mart Muru Rait Veesalu Markus Ellisaar Marek Niit                           | 39.52 NR |
| 8     | Türkei         | Umutcan Emektaş İzzet Safer Aykut Ay Ramil Guliyev                          | 39.83    |

### Vorlauf 2
| Platz | Staffel     | Besetzung                                                                     | Zeit (s) |
| ----- | ----------- | ----------------------------------------------------------------------------- | -------- |
| 1     | Deutschland | Julian Reus Sven Knipphals Alexander Kosenkow Lucas Jakubczyk                 | 38,15    |
| 2     | Frankreich  | Pierre Vincent Christophe Lemaitre Teddy Tinmar Ben Bassaw                    | 38,55    |
| 3     | Italien     | Fabio Cerutti Eseosa Desalu Diego Marani Delmas Obou                          | 38,71    |
| 4     | Polen       | Robert Kubaczyk Dariusz Kuć Kamil Masztak (Vorlauf) Karl Zalewski             | 38,75    |
| 5     | Portugal    | Diogo Antunes Francis Obikwelu Arnaldo Abrantes Yazaldes Nascimento           | 38,79 NR |
| 6     | Rumänien    | Stefan Alexandru Codreanu Doru Teofilescu Alexandru Terpezan Catalin Campeanu | 39,67    |
| 7     | Litauen     | Laurynas Gendvilas Žilvinas Adomavičius Ugnius Savickas Rytis Sakalauskas     | 40,15    |
| DNF   | Spanien     | Eduard Viles Sergio Ruiz Iván Jesús Ramos Adrià Burriel                       |          |

## Finale
17. August, 17:05 Uhr
| Platz | Staffel        | Besetzung                                                                                                   | Zeit (s) |
| ----- | -------------- | --- | -------- |
| 1     | Großbritannien | James Ellington Harry Aikines-Aryeetey Richard Kilty Adam Gemili (Finale) im Vorlauf außerdem: Danny Talbot | 37,93 EL |
| 2     | Deutschland    | Julian Reus Sven Knipphals Alexander Kosenkow Lucas Jakubczyk                                               | 38,09    |
| 3     | Frankreich     | Pierre Vincent Christophe Lemaitre Teddy Tinmar Ben Bassaw                                                  | 38,46    |
| 4     | Schweiz        | Pascal Mancini Amaru Reto Schenkel Suganthan Somasundaram Alex Wilson                                       | 38,56    |
| 5     | Niederlande    | Giovanni Codrington Churandy Martina Hensley Paulina Wouter Brus                                            | 38,60    |
| 6     | Polen          | Adam Pawlowski (Finale) Dariusz Kuć Robert Kubaczyk Karl Zalewski im Vorlauf außerdem: Kamil Masztak        | 38,85    |
| DNF   | Italien        | Fabio Cerutti Eseosa Desalu Diego Marani Delmas Obou                                                        |          |
| DNF   | Portugal       | Diogo Antunes Francis Obikwelu Arnaldo Abrantes Yazaldes Nascimento                                         |          |

## Videolink
- European Championships Zurich 2014 4x100m Estonian Record, youtube.com, abgerufen am 10. März 2023